# Općina Vinica
Općina Vinica  (makedonski: Општина Виница) je jedna od 80 općina Republike Sjeverne Makedonije koja se prostire na istoku Sjeverne Makedonije. 
Upravno sjedište ove općine je grad Vinica.

## Zemljopisne osobine
Općina Vinica prostire se najvećim dijelom po Kočanskom polju, dolini koju tvori rijeka Bregalnica, na južnom dijelu općine uzdiže se planina Plačkovica. 
Općina Vinica graniči s Općinom Makedonska Kamenica na sjeveru, s Općinom Delčevo na istoku, s Općinom Berovo na jugoistoku, s Općinom Radoviš na jugu, s Općinom Karbinci na jugozapadu, s Općinom Zrnovci na zapadu, te s Općinom Kočani na sjeverozapadu.
Ukupna površina Općine Vinica je 432.67 km².

## Stanovništvo
Općina Vinica   ima   19 938 stanovnika. Po popisu stanovnika iz 2002. nacionalni sastav stanovnika u općini bio je sljedeći; .

## Naselja u Općini Vinica
Ukupni broj naselja u općini je 16, od kojih su 15 sela i jedan grad Vinica.

## Pogledajte i ovo
- Vinica
- Sjeverna Makedonija
- Općine Sjeverne Makedonije

## Vanjske poveznice
- Služene stranice Općine Vinica  Arhivirana inačica izvorne stranice od 23. srpnja 2008. (Wayback Machine)
- Općina Vinica na stranicama Discover Macedonia